# Dias do Salmão de Issaquah
Issaquah Salmon Days (português: Dias de Salmão de Issaquah) é um festival anual que ocorre na pequena vila de Issaquah, no estado americano de Washington que celebra a volta do salmão. As principais atrações do evento são um desfile, música ao vivo, e um pequeno mercado para artesãos venderem seus produtos e comidas. O propósito do evento é de celebrar o fim da corrida de salmão, em que os salmões voltam para seu rio de nascença pra deixarem ovos. A primeira edição ocorreu em 1970 e têm continuado a ser realizado anualmente desde sua criação. Em 2006, o impacto econômico do festival foi estimado em 1.5 milhões de dólares.